# Seeschlagblende

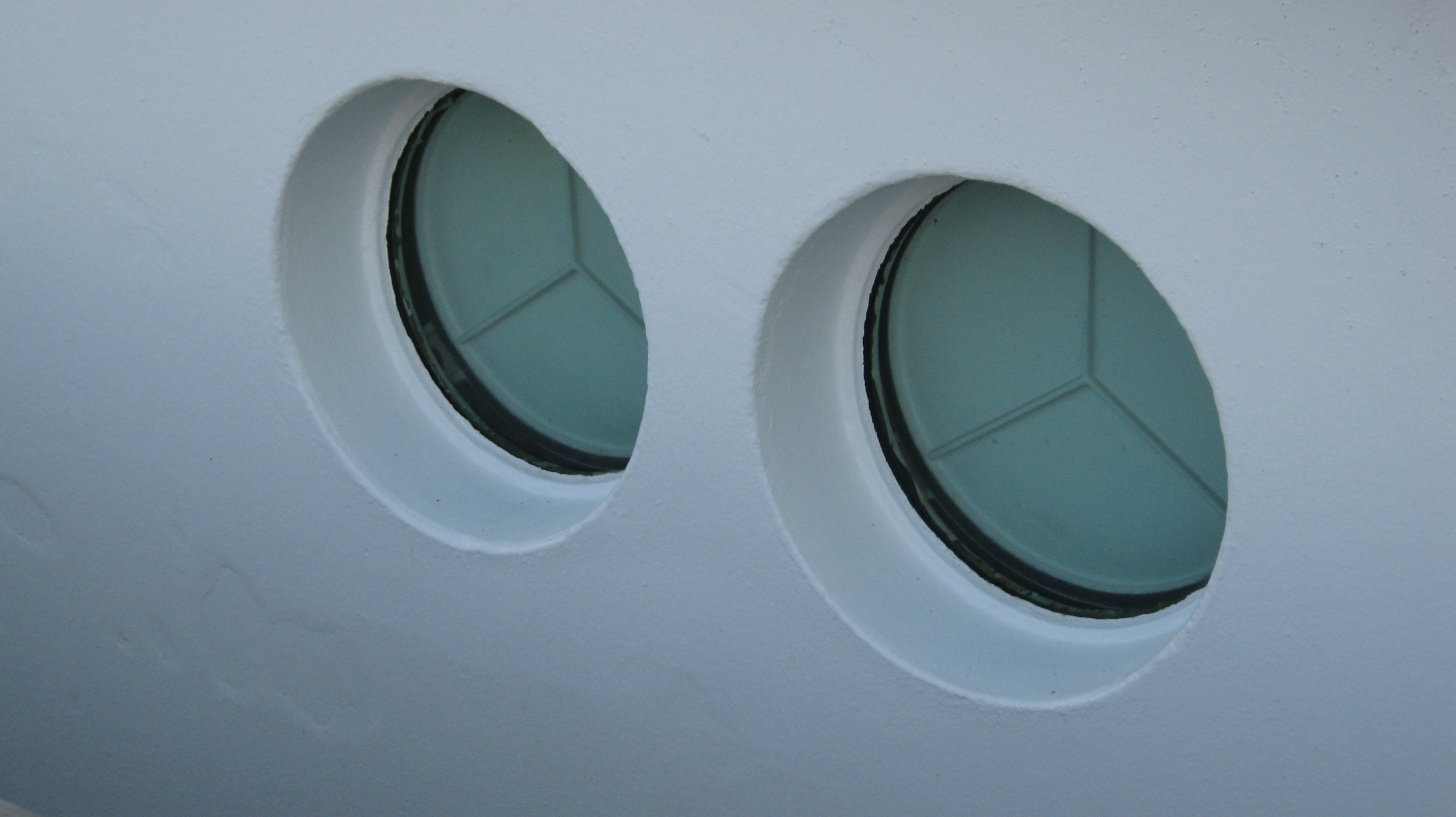
Innen heruntergeklappte Seeschlagblenden zur Sicherung der Bullaugen der Spiekeroog I (Sicht von außen)
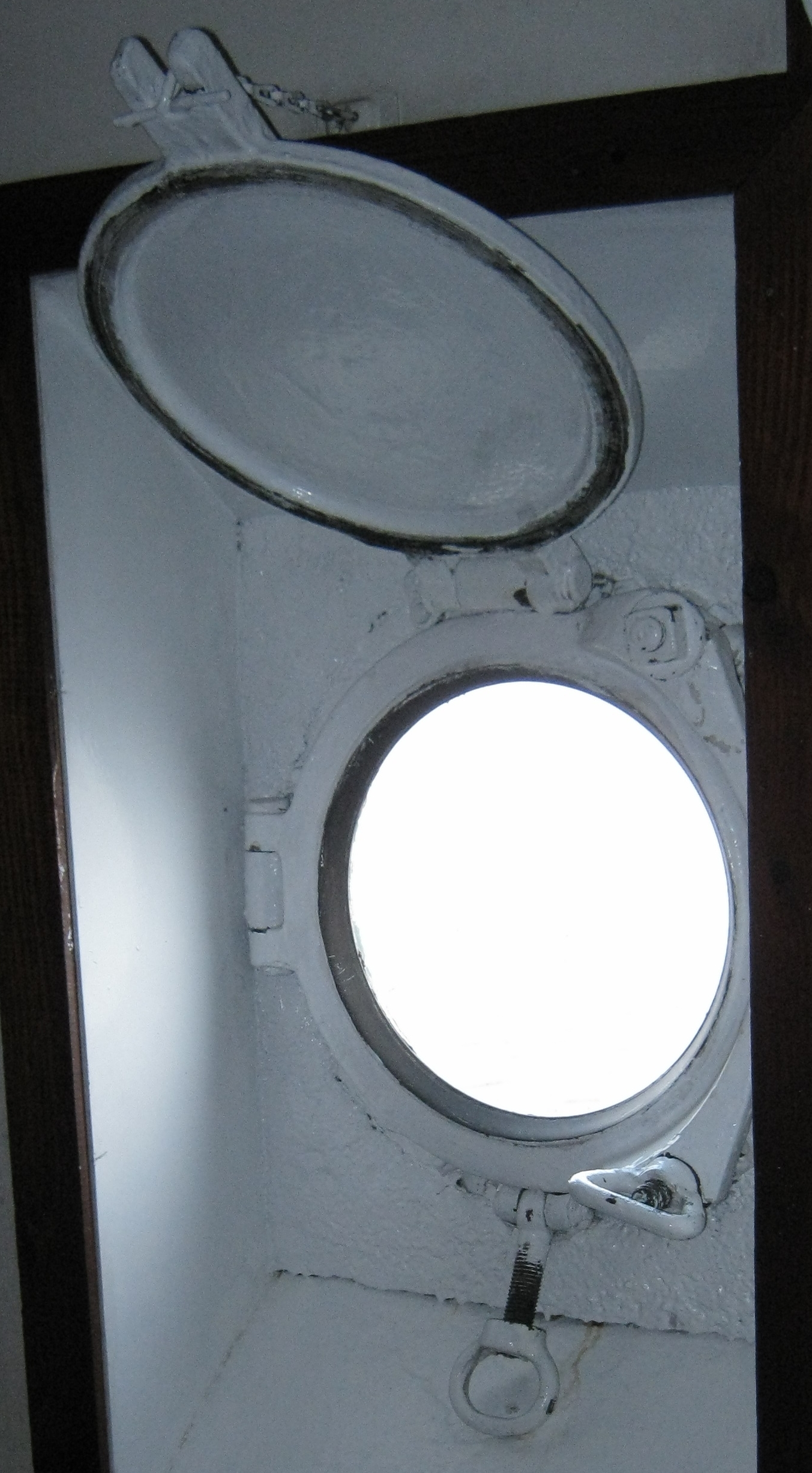
Eine hochgeklappte Seeschlagblende an einem Bullauge auf der Dar Pomorza

Eine Seeschlagblende ist eine Platte aus Metall oder einem sonstigen Werkstoff, die dem
Verschließen von Öffnungen an Schiffen, vornehmlich Bullaugen, Fenstern und Oberlichtern, von innen dienen. Es wird unterschieden zwischen ausrüstungspflichtigen Konstruktionen, die teilweise fest installiert sind und bei schlechtem Wetter vorsorglich aktiviert (heruntergeklappt/eingeklemmt und verschraubt) werden können, um Beschädigungen durch Seeschlag zu vermeiden, und solchen, die nach dem Bruch eines Fensters nachträglich zur Schadensbegrenzung eingesetzt werden.
Im Gegensatz zu Sturmdeckeln werden Seeschlagblenden von innen an der Öffnung angebracht; sie können mit Scharnieren versehen und fest angebracht oder abnehmbar sein.